# Nagy Atatürk Futóverseny
A Nagy Atatürk Futam (törökül: Büyük Atatürk Koşusu) egy évente, december 27-én, Ankarában megrendezett utcai futóverseny. A dátum egybeesik azzal a nappal, mikor Mustafa Kemal Atatürk, a köztársaság alapítója először látogatta meg Ankarát. A versenyt 1936. óta minden évben megrendezik. A verseny lebonyolításáért a Török Atlétikai Szövetség felel.
A futam hossza nagyjából 10 km, de ezt hivatalosan elismert módszerrel még nem mérték le. Eddig a verseny hossza mindig 10–12 km között mozgott. A rajt mindig a Dikmen Parknál, a befutó pedig az Ankarai Központi Pályaudvar előtt van. Kezdetben csak a férfiak versenyeztek, de 1992-ben elindították a nők megmérettetését is. Azóta minden évben mindkét nem rajthoz áll.
A régi nyertesek között ott vannak az ország akkori legjelentősebb hosszútávfutói. A férfi győztesek között ott van az Európa-bajnokságon érmet szerző Halil Akkaş és a Mediterrán Játékokon győztes Ekrem Koçak és Mehmet Terzi. A nők között ott indult a versenyen a kétszeres olimpiai ezüstérmes Elvan Abeylegesse és Binnaz Uslu is. A versenysorozat legsikeresebb versenyzője Sükrü Saban, aki 1956 és 1970 között tizenegy alkalommal nyerte meg a versenyt. A férfiak között a leggyorsabban, 1996-ban 29:26 alatt Zeki Öztürk, míg a nők között 32:19 idővel Abeylegesse nyerte meg a futást.

## Eddigi győztesek

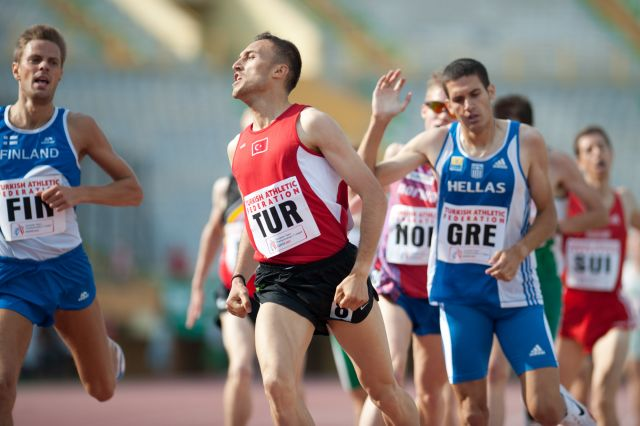
Kemal Koyuncu, a 2008-as verseny győztese.

Jelzések:
      Rekord
| Év   | Férfi győztes     | Klubja              | Női győztes         | Klubja               |
| ---- | ----------------- | ------------------- | ------------------- | -------------------- |
| 1936 | Galip Darılmaz    | Ankara Demirspor    | Nem rendezték meg   | Nem rendezték meg    |
| 1937 | Şevki Koru        | Ankaragücü          | Nem rendezték meg   | Nem rendezték meg    |
| 1938 | Mustafa Kaplan    | Ankara Demirspor    | Nem rendezték meg   | Nem rendezték meg    |
| 1939 | Adnan Darılmaz    | Ankara Demirspor    | Nem rendezték meg   | Nem rendezték meg    |
| 1940 | Mustafa Kaplan    | Ankara Demirspor    | Nem rendezték meg   | Nem rendezték meg    |
| 1941 | Eşref Aydın       | Fenerbahçe          | Nem rendezték meg   | Nem rendezték meg    |
| 1942 | Zürref Aşılmazsoy | Eskişehir           | Nem rendezték meg   | Nem rendezték meg    |
| 1943 | Mustafa Kaplan    | Ankara Demirspor    | Nem rendezték meg   | Nem rendezték meg    |
| 1944 | Eşref Aydın       | Fenerbahçe          | Nem rendezték meg   | Nem rendezték meg    |
| 1945 | Mustafa Özcan     | Gençlerbirliği      | Nem rendezték meg   | Nem rendezték meg    |
| 1946 | Mustafa Kaplan    | Ankara Demirspor    | Nem rendezték meg   | Nem rendezték meg    |
| 1947 | Mustafa Özcan     | Gençlerbirliği      | Nem rendezték meg   | Nem rendezték meg    |
| 1947 | Mustafa Özcan     | Gençlerbirliği      | Nem rendezték meg   | Nem rendezték meg    |
| 1948 | Osman Coşgül      | Jandarmagücü        | Nem rendezték meg   | Nem rendezték meg    |
| 1949 | Osman Coşgül      | Jandarmagücü        | Nem rendezték meg   | Nem rendezték meg    |
| 1950 | Mustafa Özcan     | Gençlerbirliği      | Nem rendezték meg   | Nem rendezték meg    |
| 1951 | Osman Coşgül      | Fenerbahçe          | Nem rendezték meg   | Nem rendezték meg    |
| 1952 | Cahit Önel        | Galatasaray         | Nem rendezték meg   | Nem rendezték meg    |
| 1953 | Abdullah Kökpınar | Karagücü            | Nem rendezték meg   | Nem rendezték meg    |
| 1954 | Ekrem Koçak       | Fenerbahçe          | Nem rendezték meg   | Nem rendezték meg    |
| 1955 | Hüseyin Topsakal  | Hacettepe           | Nem rendezték meg   | Nem rendezték meg    |
| 1956 | Ekrem Koçak       | Fenerbahçe          | Nem rendezték meg   | Nem rendezték meg    |
| 1957 | Ekrem Koçak       | Fenerbahçe          | Nem rendezték meg   | Nem rendezték meg    |
| 1958 | Muharrem Dalkılıç | Jandarmagücü        | Nem rendezték meg   | Nem rendezték meg    |
| 1959 | Muharrem Dalkılıç | Jandarmagücü        | Nem rendezték meg   | Nem rendezték meg    |
| 1960 | Şükrü Saban       | Fenerbahçe          | Nem rendezték meg   | Nem rendezték meg    |
| 1961 | Şükrü Saban       | Fenerbahçe          | Nem rendezték meg   | Nem rendezték meg    |
| 1962 | Muharrem Dalkılıç | Fenerbahçe          | Nem rendezték meg   | Nem rendezték meg    |
| 1963 | Şükrü Saban       | Eskişehir           | Nem rendezték meg   | Nem rendezték meg    |
| 1964 | Muharrem Dalkılıç | Fenerbahçe          | Nem rendezték meg   | Nem rendezték meg    |
| 1965 | Şükrü Saban       | Eskişehir           | Nem rendezték meg   | Nem rendezték meg    |
| 1966 | Şükrü Saban       | Eskişehir           | Nem rendezték meg   | Nem rendezték meg    |
| 1967 | Şükrü Saban       | Eskişehir           | Nem rendezték meg   | Nem rendezték meg    |
| 1968 | Muharrem Dalkılıç | Fenerbahçe          | Nem rendezték meg   | Nem rendezték meg    |
| 1969 | Şükrü Saban       | Eskişehir           | Nem rendezték meg   | Nem rendezték meg    |
| 1970 | Şükrü Saban       | Eskişehir           | Nem rendezték meg   | Nem rendezték meg    |
| 1971 | Hamza Canavar     | Denizli             | Nem rendezték meg   | Nem rendezték meg    |
| 1972 | Hikmet Şen        | Fenerbahçe          | Nem rendezték meg   | Nem rendezték meg    |
| 1973 | Hikmet Şen        | Fenerbahçe          | Nem rendezték meg   | Nem rendezték meg    |
| 1974 | Musa Kalemoğlu    | Ankara Emniyet      | Nem rendezték meg   | Nem rendezték meg    |
| 1975 | Mehmet Yurdadön   | Kars                | Nem rendezték meg   | Nem rendezték meg    |
| 1976 | Sıddık Dursun     | Ağrı                | Nem rendezték meg   | Nem rendezték meg    |
| 1977 | Mehmet Yurdadön   | Yenişehirspor       | Nem rendezték meg   | Nem rendezték meg    |
| 1978 | Mehmet Yurdadön   | Yenişehirspor       | Nem rendezték meg   | Nem rendezték meg    |
| 1979 | Mehmet Yurdadön   | Yenişehirspor       | Nem rendezték meg   | Nem rendezték meg    |
| 1980 | Mehmet Yurdadön   | Yenişehirspor       | Nem rendezték meg   | Nem rendezték meg    |
| 1981 | Mehmet Yurdadön   | Yenişehirspor       | Nem rendezték meg   | Nem rendezték meg    |
| 1982 | Mehmet Yurdadön   | Yenişehirspor       | Nem rendezték meg   | Nem rendezték meg    |
| 1983 | Mehmet Yurdadön   | Fenerbahçe          | Nem rendezték meg   | Nem rendezték meg    |
| 1984 | Mehmet Terzi      | Fenerbahçe          | Nem rendezték meg   | Nem rendezték meg    |
| 1985 | Mehmet Terzi      | Fenerbahçe          | Nem rendezték meg   | Nem rendezték meg    |
| 1986 | Zeki Öztürk       | Şişecam Paşabahçe   | Nem rendezték meg   | Nem rendezték meg    |
| 1987 | Zeki Öztürk       | Şişecam Paşabahçe   | Nem rendezték meg   | Nem rendezték meg    |
| 1988 | Zeki Öztürk       | Şişecam Paşabahçe   | Nem rendezték meg   | Nem rendezték meg    |
| 1989 | Nihat Yaylalı     | Şişecam Paşabahçe   | Nem rendezték meg   | Nem rendezték meg    |
| 1990 | Zeki Öztürk       | Şişecam Paşabahçe   | Nem rendezték meg   | Nem rendezték meg    |
| 1991 | Nihat Yaylalı     | Şişecam Paşabahçe   | Nem rendezték meg   | Nem rendezték meg    |
| 1992 | Zeki Öztürk       | Sincan Belediyesi   | Lale Öztürk         | Yenimahalle          |
| 1993 | Nihat Yaylalı     | Fenerbahçe          | Lale Öztürk         | Yenimahalle          |
| 1994 | Nihat Yaylalı     | Fenerbahçe          | Serap Aktaş         | Güneş Sigorta        |
| 1995 | Fatih Çintımar    | Erzurum TT          | Lale Öztürk         | Yenimahalle          |
| 1996 | Zeki Öztürk       | İstanbul BB         | Serap Aktaş         | Fenerbahçe           |
| 1997 | Metin Sazak       | Fenerbahçe          | Lale Öztürk         | Yenimahalle          |
| 1998 | Metin Sazak       | Fenerbahçe          | Nuray Sürekli       | Fenerbahçe           |
| 1999 | Abdülkadir Türk   | Fenerbahçe          | Ebru Kavaklıoğlu    | Fenerbahçe           |
| 2000 | Abdülkadir Türk   | Gebze Belediyespor  | Nuray Sürekli       | Fenerbahçe           |
| 2001 | Abdülkadir Türk   | Gebze Belediyespor  | Elvan Abeylegesse   | ENKA                 |
| 2002 | Szergej Ivanov    | Oroszország         | Elvan Abeylegesse   | ENKA                 |
| 2003 | Szergej Ivanov    | Oroszország         | Galina Jemeljanova  | Oroszország          |
| 2004 | Halil Akkaş       | ENKA                | Nuray Sürekli       | Fenerbahçe           |
| 2005 | Halil Akkaş       | ENKA                | Binnaz Uslu         | ENKA                 |
| 2006 | Halil Akkaş       | Fenerbahçe          | Binnaz Uslu         | ENKA                 |
| 2007 | Abdülkadir Türk   | Fenerbahçe          | Emebet Bacha Lencho | Etiópia              |
| 2008 | Kemal Koyuncu     | Kocaeli Kağıtspor   | Türkan Erişmiş      | Üsküdar Belediyespor |
| 2009 | Mehmet Çağlayan   | Kocaeli Kağıtspor   | Sultan Haydar       | ENKA                 |
| 2010 | Murat Ertaş       | Kocaeli BB          | Binnaz Uslu         | ENKA                 |
| 2011 | Mert Girmalegesse | Fenerbahçe SK       | Binnaz Uslu         | Enkaspor             |
| 2012 | Ali Haydar Tekgöz | Istanbul B.B. SK    | Türkan Özata        | Beşiktaş JK          |
| 2013 | Mehmet Çağlayan   | Aksaray Belediye SK | Tsehynesh Tsenga    | Azerbajdzsán         |
| 2014 | Wendmageng Egiso  | Etiópia             | Sabahat Akpınar     | Bursa B.Ş.           |

## Legtöbb siker
Férfiak között
| Győzelem | Név               | Évek                                           |
| -------- | ----------------- | ---------------------------------------------- |
| 8        | Şükrü Saban       | 1960, 1961, 1963, 1965, 1966, 1967, 1969, 1970 |
| 8        | Mehmet Yurdadön   | 1975, 1977, 1978, 1979, 1980, 1981, 1982, 1983 |
| 6        | Zeki Öztürk       | 1986, 1987, 1988, 1990, 1992, 1996             |
| 5        | Muharrem Dalkılıç | 1956, 1959, 1962, 1964, 1968                   |
| 4        | Mustafa Kaplan    | 1938, 1940, 1943, 1946                         |
| 4        | Abdülkadir Türk   | 1999, 2000, 2001, 2007                         |
| 4        | Nihat Yaylalı     | 1989, 1991, 1993, 1994                         |
| 3        | Halil Akkaş       | 2004, 2005, 2006                               |
| 3        | Osman Coşgül      | 1948, 1949, 1951                               |
| 3        | Ekrem Koçak       | 1954, 1956, 1957                               |
| 3        | Mustafa Özcan     | 1945, 1947, 1950                               |
| 2        | Eşref Aydın       | 1941, 1944                                     |
| 2        | Sergey Ivanov     | 2002, 2003                                     |
| 2        | Metin Sazak       | 1997, 1998                                     |
| 2        | Hikmet Şen        | 1972, 1973                                     |
| 2        | Mehmet Terzi      | 1984, 1985                                     |

Nők között
| Győzelem | Név                  | Évek                   |
| -------- | -------------------- | ---------------------- |
| 4        | Lale Öztürk          | 1992, 1993, 1995, 1997 |
| 4        | Binnaz Uslu          | 2005, 2006, 2010, 2011 |
| 3        | Nuray Sürekli        | 1998, 2000, 2004       |
| 2        | Elvan Abeylegesse    | 2001, 2002             |
| 2        | Serap Aktaş          | 1994, 1996             |
| 2        | Türkan Erişmiş Özata | 2008, 2012             |

## Győztesek listája
- Tafolar, Meric & Gasparovic, Juraj (2011-10-21). Grand Ataturk Run 10 km. Association of Road Racing Statisticians. Hozzáférés ideje: 2011-12-17.